# Миканит

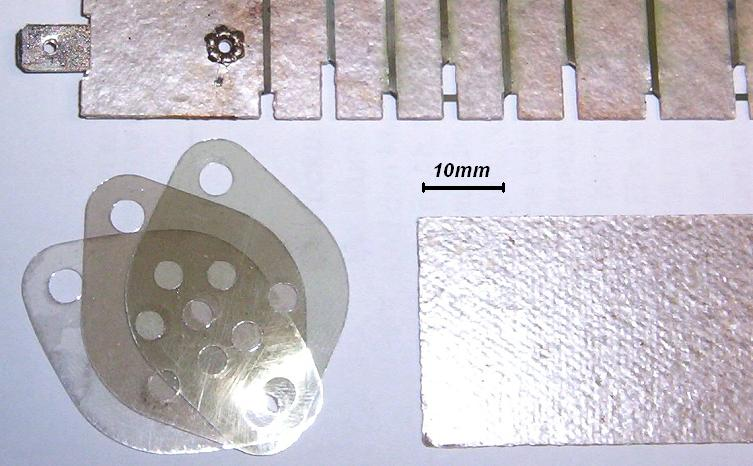
Миканит или искусственная слюда (вверху справа) и слюдяные диски для изолированного монтажа транзисторов.

Микани́т (итал. micanite, англ. micanite ← лат. mica — слюда)  — электроизоляционный материал, получаемый из щипаной слюды (мусковит или флогопит) путем склейки тонких кристаллов (листочков) различными связующими веществами. Склеивание может производится как без прессования, так и под давлением с нагреванием. Для склеивания применяют шеллак, реже копал; бакелит,  глифталь, новолаки и различные асфальтовые лаки.
Миканит получил применение как новый материал-изолятор с начала 19 века. Слюды как вещества имеют большую электрическую крепость, высокое электросопротивление, ничтожный угол диэлектрических потерь и  сравнительно малую зависимости этих характеристик от температуры; помимо этого, слюды теплостойки, негигроскопичны, упруги и расщепляются на тончайшие листки. Несмотря на все перечисленные исключительные преимущества слюды, применение ее оказалось весьма ограниченным невозможностью получать кристаллы с достаточно большой поверхностью и высокой ценой этого материала, возрастающей несравненно быстрее, чем площадь поверхности. Быстрый рост потребности в слюде и возрастание требований на величину площади повели к необходимости прибегнуть к искусственному увеличению этой последней. Первоначальные попытки осуществлялись по двум направлениям: или путем склейки крупных кусков слюды, или путем раскатки теста из мелких слюдяных частиц и цементирующего вещества. Однако технически наиболее целесообразным оказался путь средний, а именно склейка пластинок среднего размера, которая и дает собственно миканит. 

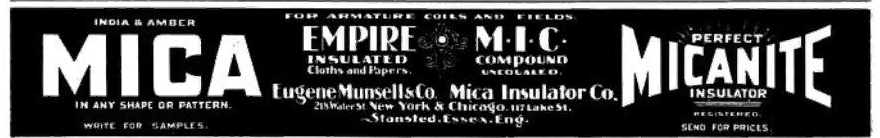
Реклама миканита в журнале „Electrical World and Engineer“, Нью Йорк. 1899

Начало промышленного производства миканита относится к 1893 году, когда Mica Insulator Company в США стала эксплуатировать патент американца Юджина Менселля (англ. Eugene Munsell); в том же году был получен подобный патент в Германии. Миканит известен и под другими названиями, например, амберит, мегомит, меготальк и т. д. производится многими фирмами, но в Америке самый термин миканит считается фирменным названием, и потому соответственные изделия выпускаются под различными описательными названиями, в состав которых большей частью входит слово слюда (англ. mica).

## Типы миканитов и применение
1. Коллекторный миканит — белого цвета, употребляется для изоляции коллекторов, содержит не более 1—4% лака; электрическая прочность 25—30 кВ/мм; диэлектрический коэффициент {\displaystyle E}=4,5—5,5.
2. Твердый листовой миканит — бурого цвета, содержит не свыше 6% клеящего лака; применяется для электроизоляционных прокладок в пазах электрических машин, для штамповки шайб и колец.
3. Формовочный миканит — темно-бурого цвета, содержит до 30 % лака; служит для горячей формовки сложных изоляционных деталей: конусы, манжеты и т. п.; при толщине 4 мм имеет электрическая крепость 35 кВ/мм, удельное сопротивление {\displaystyle \rho } от {\displaystyle 10^{12}} до {\displaystyle 10^{13}} Ом /см³.
4. Гибкий миканит с волокнистой, подкладкой, делится на:
  1. Микафолий (два—три слоя слюды, наклеенных лаками на тонкую японскую бумагу; электрическая прочность 20—25 кВ/мм, удельное сопротивление {\displaystyle \rho =10^{14}} Ом/см³; прочность на разрыв 2 кг/мм²)
  2. Микалента (один слой слюды, оклеенный японской бумагой).
5. Жаростойкий миканит для нагревательных приборов, должен выдерживать температуру до 500°. В качестве связующего применяют копаловый или глифталевый лак[1], а также неорганические связующие: жидкое стекло, борнокислый свинец, аммофос (фосфорнокислый аммоний)[3].